# Rima Cleoplatra
Rima Cleoplatra és una estructura geològica del tipus rima a la superfície de la Lluna, situada amb el sistema de coordenades planetocèntriques a 30.15 ° de latitud N i -53.57 ° de longitud E. Fa un diàmetre de 14.66 km. El nom va ser fet oficial per la UAI el 1976 i fa referència a un antropònim grec de dona.